# Matteo Orsini (domenicano)
Matteo Orsini (Roma, ... – Avignone, 18 agosto 1340) è stato un arcivescovo cattolico e cardinale italiano.

## Biografia
Era figlio di Orso Orsini di Montegiordano e membro della potente famiglia romana degli Orsini.
Studiò in Francia e nel 1264 entrò nell'Ordine domenicano. Studiò teologia a Parigi ed a Bologna. Insegnò sacra scrittura a Parigi ed a Firenze e nel 1322 divenne priore provinciale di Roma. Fu ambasciatore del popolo romano presso il pontefice ad Avignone per perorare la causa del rientro della sede pontificia a Roma.
Nel 1326 fu nominato vescovo di Agrigento ma un anno e mezzo dopo fu nominato vescovo di Manfredonia, carica che lasciò poco più di tre mesi dopo allorquando, con il concistoro del 18 dicembre 1327, fu creato cardinale da papa Giovanni XXII con il titolo dei Santi Giovanni e Paolo. Nel 1334 fu nominato amministratore apostolico dell'arcidiocesi di Palermo, carica che tenne fino al 1336. Nel 1334 partecipò al conclave che elesse papa Benedetto XII. Il 18 dicembre 1338 optò per il titolo di cardinale vescovo di Sabina.
Deceduto ad Avignone fu sepolto nella cappella di Santa Caterina nella Basilica di Santa Maria sopra Minerva. Qualche autore lo chiama beato.

## Genealogia episcopale
La genealogia episcopale è:
- Cardinale Guillaume Pierre Godin, O.P.
- Cardinale Matteo Orsini, O.P.

## Ascendenza
|                                |                                 |                                        | Genitori         |  |  | Nonni |  |  | Bisnonni |  |  | Trisnonni |  |
|                                |                                 |                                        |                  |  |  |       |  |  | …        |  |  | …         |  |
|                                |                                 |                                        |                  |  |  |       |  |  | …        |  |  | …         |  |
|                                |                                 | …                                      |                  |  |  |       |  |  | …        |  |  |           |  |
| …                              |                                 |                                        |                  |  |  |       |  |  | …        |  |  |           |  |
|                                |                                 | …                                      | …                |  |  |       |  |  |          |  |  |           |  |
|                                |                                 | …                                      | …                |  |  |       |  |  |          |  |  |           |  |
|                                |                                 | …                                      | …                |  |  |       |  |  |          |  |  |           |  |
| Orso Orsini di Montegiordano   |                                 | …                                      |                  |  |  |       |  |  |          |  |  |           |  |
|                                |                                 | …                                      | …                |  |  |       |  |  |          |  |  |           |  |
|                                |                                 | …                                      | …                |  |  |       |  |  |          |  |  |           |  |
|                                |                                 | …                                      | …                |  |  |       |  |  |          |  |  |           |  |
| …                              |                                 | …                                      |                  |  |  |       |  |  |          |  |  |           |  |
|                                |                                 | …                                      | …                |  |  |       |  |  |          |  |  |           |  |
|                                |                                 | …                                      | …                |  |  |       |  |  |          |  |  |           |  |
|                                |                                 | …                                      | …                |  |  |       |  |  |          |  |  |           |  |
| Matteo Orsini di Montegiordano |                                 | …                                      |                  |  |  |       |  |  |          |  |  |           |  |
|                                | Fortebraccio Orsini di Vicovaro | Giacomo Orsini, II signore di Vicovaro |                  |  |  |       |  |  |          |  |  |           |  |
|                                | Fortebraccio Orsini di Vicovaro | Giacomo Orsini, II signore di Vicovaro |                  |  |  |       |  |  |          |  |  |           |  |
|                                | Fortebraccio Orsini di Vicovaro | Giovanna di Vico                       |                  |  |  |       |  |  |          |  |  |           |  |
| Poncello Orsini di Vicovaro    | Fortebraccio Orsini di Vicovaro |                                        |                  |  |  |       |  |  |          |  |  |           |  |
|                                |                                 | Golizia Annibaldi                      | Mattia Annibaldi |  |  |       |  |  |          |  |  |           |  |
|                                |                                 | Golizia Annibaldi                      | Mattia Annibaldi |  |  |       |  |  |          |  |  |           |  |
|                                |                                 | Golizia Annibaldi                      | …                |  |  |       |  |  |          |  |  |           |  |
| Francesca Orsini di Vicovaro   |                                 | Golizia Annibaldi                      |                  |  |  |       |  |  |          |  |  |           |  |
|                                |                                 | Napoleone Malabranca                   | …                |  |  |       |  |  |          |  |  |           |  |
|                                |                                 | Napoleone Malabranca                   | …                |  |  |       |  |  |          |  |  |           |  |
|                                |                                 | Napoleone Malabranca                   | …                |  |  |       |  |  |          |  |  |           |  |
| Golizia Malabranca             |                                 | Napoleone Malabranca                   |                  |  |  |       |  |  |          |  |  |           |  |
|                                |                                 | …                                      | …                |  |  |       |  |  |          |  |  |           |  |
|                                |                                 | …                                      | …                |  |  |       |  |  |          |  |  |           |  |
|                                |                                 | …                                      | …                |  |  |       |  |  |          |  |  |           |  |
|                                |                                 | …                                      |                  |  |  |       |  |  |          |  |  |           |  |